# Патулеле
Патулеле (рум. Pătulele) је насеље и седиште истоимене општине Патулеле у жупанији Мехединци у Румунији. Према попису из 2021. у насељу је било 2.564 становника.

## Географија
Патулеле се налази на југозападу жупаније Мехединци, на југозападу Румуније. Смештен је у Блахничкој равници, западном делу Влашке низије. Од границе са Србијом тј. граничног прелаза Ђердап II удаљен је 27 километара, а од Дробета-Турну Северина, седишта жупаније, 40 километара.

## Становништво
| Година       | 1992  | 2002  | 2011  | 2021  |
| ------------ | ----- | ----- | ----- | ----- |
| Становништво | 4.208 | 3.867 | 3.102 | 2.564 |

Према попису из 2021. у Патулелеу је живело 2.564 становника што је за 538 мање (-17,34%) у односу на попис из 2011. када је било 3.102 становника. По броју становника десето је највеће насеље у жупанији.
Према попису из 2011. већину станоништва чинили су Румуни.
| Етнички састав према попису из 2011.‍ | Етнички састав према попису из 2011.‍ | Етнички састав према попису из 2011.‍ | Етнички састав према попису из 2011.‍ | Етнички састав према попису из 2011.‍ |
| ------------------------------------ | ------------------------------------ | ------------------------------------ | ------------------------------------ | ------------------------------------ |
|                                      |                                      |                                      |                                      |                                      |
| Румуни                               | Румуни                               |                                      | 3.008                                | 96,97%                               |
| Роми                                 | Роми                                 |                                      | 12                                   | 0,39%                                |
| Непознато                            | Непознато                            |                                      | 82                                   | 2,64%                                |

## Галерија
- Споменик херојима
- Црква Светог Георгија
- Табла са називом насеља